# 징차오
징차오(Jing Chao, 1986년 4월 15일 ~ )는 배우, 텔레비전 배우이다.
상하이시에서 태어났다.

## 방송
- 연소
- 백발왕비
- 후궁여의전
- 온난적현
- 국사무쌍 황비홍